# Centotheceae
Centotheceae es una tribu de la subfamilia Centothecoideae perteneciente a la familia de las poáceas.

## Géneros
Tiene los siguientes géneros:
Bromuniola - Calderonella - Centotheca - Chasmanthium - Chevalierella - Lophatherum - Megastachya - Orthoclada - Pohlidium - Zeugites

Calderonella, Centotheca, Lophatherum, Megastachya, Orthoclada